# El inmortal
El inmortal es el título de un cuento del escritor argentino Jorge Luis Borges. Se publicó por primera vez en febrero de 1947, en la revista Anales de Buenos Aires, y dos años después apareció de nuevo en el volumen El Aleph, de la editorial Losada. A través de múltiples referencias culturales, el relato reflexiona en torno a las paradojas de orden metafísico que tendrían que afrontar los hombres si algún día alcanzaran la inmortalidad.

## Estructura narrativa y trama
El cuento está concebido según la estructura «en abismo», es decir, con distintas capas narrativas (un relato dentro de otro). En El inmortal pueden advertirse tres niveles:
- En el primero, un narrador describe el proceso mediante el cual se encuentra un manuscrito.
- El segundo es la transcripción del relato en primera persona del narrador-protagonista.
- En el tercero, otro narrador que lee el manuscrito refuta una teoría que proclama su falsedad.

### Primer nivel
El primer narrador da cuenta del hallazgo de un manuscrito dentro de un ejemplar de la versión de Alexander Pope de la Ilíada de Homero. Los seis volúmenes de la obra habían sido adquiridos por una aristócrata francesa, la princesa de Lucinge, a un anticuario turco, Joseph Cartaphilus, en 1929.  

### Segundo nivel
La transcripción del manuscrito, escrito en primera persona, ocupa la segunda y principal parte del cuento, dividida a su vez en cinco secciones (I-V). El narrador es ahora Marco Flaminio Rufo, un tribuno militar romano de la época del emperador Diocleciano.  
Rufo cuenta que durante una noche de insomnio apareció en su campamento, en Tebas Hecatompylos, un jinete herido y exhausto en busca de refugio. Justo antes de morir, el desconocido le revela la existencia de la secreta Ciudad de los Inmortales y de un río junto a ella cuyas aguas confieren la inmortalidad a aquel que beba de ellas. Rufo decide salir a encontrar el lugar y para ello se hace acompañar de doscientos soldados cedidos por el procónsul de Getulia y de algunos mercenarios reclutados por él mismo. Tras perder a sus hombres en el desierto, encuentra un río de cuyas arenosas aguas bebe sin saber que aquel era el río que buscaba, y que los trogloditas que vivían cerca de él eran los inmortales. Después de atravesar un laberinto subterráneo casi interminable, emerge a la Ciudad de los Inmortales. A diferencia de aquel, cuya arquitectura respetaba las simetrías, la ciudad era una serie caótica de construcciones carentes de sentido, con pasajes sin salida, escaleras invertidas y estructuras caóticas. Cuando consigue salir, descubre que afuera lo espera uno de los trogloditas, al que decide llamar Argos, como el perro de Ulises en la Odisea. Más adelante, el troglodita le confiesa que él, Argos, es Homero.  
Marco Flaminio Rufo descubre al fin que la inmortalidad no es sino una especie de condena. La muerte da sentido a cada acto ante la posibilidad de ser el último; la inmortalidad se lo arrebata. 

Sabía [la república de hombres inmortales] que en un plazo infinito le ocurren a todo hombre todas las cosas. […] Encarados así, todos nuestros actos son justos, pero también son indiferentes. No hay méritos morales o intelectuales. Homero compuso la Odisea; postulado un plazo infinito, con infinitas circunstancias y cambios, lo imposible es no componer, siquiera una vez, la Odisea.

Resueltos a salir de esa situación, hacia el siglo décimo, él y los demás inmortales se dispersaron por la faz de la tierra para encontrar ese otro río (que por fuerza debe de existir en alguna parte) que «borraría» la inmortalidad. En su viaje, ya en solitario, por los siglos recorrió lugares lejanos, como el puente de Stamford, Bulaq, Samarcanda o Bikanir. En 1921 llega al noreste de África. Baja a un «caudal de agua clara» de la que bebe y, al subir de nuevo, se hace un rasguño del que lentamente brota una gota de sangre. Jubiloso, Rufo celebra que vuelve a ser como todos los hombres.

### Tercer nivel
La tercera y última parte es una breve «posdata» a modo de epílogo, de estilo típicamente borgiano, que combina alusiones literarias verosímiles con referencias ficticias.

## Análisis
El tema principal del relato, la inmortalidad, es recurrente en gran parte de la obra de Borges, como en los cuentos «Las ruinas circulares», «El jardín de senderos que se bifurcan» o «La secta del Fénix». En este sentido, la inmortalidad según el autor tiene que ver con una inmortalidad humanista de inspiración nietzscheana que gira en torno a la idea del suprahombe y del eterno retorno en la que el tiempo infinito ha borrado la identidad de los individuos.
Otro tema presente, y cercano al anterior, es el del infinito, habitual también en la escritura de Borges. El símbolo constante del infinito es el laberinto, que representa una dinámica de elección personal dentro de las infinitas permutaciones de la existencia. El troglodita que hace dibujos en la arena y el protagonista que busca y alcanza la inmortalidad deben considerarse homólogos, representaciones globales del individuo que elige en el flujo infinito de las permutaciones del universo. Como tal, el infinito representa la contradicción completa del individuo y también su esencia.
La historia puede compararse con la Odisea de Homero, en el sentido de que rinde homenaje a la dimensión universal y mítica de la obra de Homero. El autor vuelve a hacer gala de su escritura multidimensional, capaz de fusionar en una sola obra la sátira swiftiana, la evolución creativa de George Bernard Shaw en Regreso a Matusalén y las visiones oníricas de Thomas de Quincey. Borges también comenta el idealismo literario en el que las identidades de Homero, Shakespeare y el propio Borges parecen fundirse entre sí.
El propio Borges declaró sobre el germen de esta ficción: «Blake escribió que, si nuestros sentidos no funcionaran, si fuéramos ciegos, o sordos, veríamos las cosas como son: infinitas. El inmortal brotó de esa extraña idea, y también del verso de Rupert Brooke: “Y miremos, ahora que los ojos ya no nos ciegan”.»

### Intertextualidad
Como en otros escritos del autor argentino, el texto abunda en alusiones literarias interculturales y en referencias apócrifas a través de su narrador:
- En el siglo XIII, transcribe las aventuras de Simbad el Marino.

- En 1714, se suscribe a los seis volúmenes de la Ilíada de Alexander Pope.

- Hacia 1729 discute el origen de ese poema con un tal Giambattista (en la nota a pie de página se menciona que Ernesto Sabato cree que se trata de Giambattista Vico, quien definía a Homero como un personaje simbólico).
- Cree percibir párrafos falsos en su propio manuscrito: primero lo atribuye a la costumbre literaria de abusar de los rasgos circunstanciales; después, conjetura que la razón es que en la historia se mezclan menciones atribuidas a Flaminio Rufo (que Homero había puesto en boca de algunos personajes de la Odisea) con frases que serían patéticas dichas por Homero, pero no por Flaminio Rufo.
- En un libro de Nahum Cordovero que habla de los centones se menciona «la narración atribuida al anticuario Joseph Cartaphilus» como apócrifa debido a interpolaciones de Plinio el Viejo, Thomas de Quincey y Bernard Shaw.